# Barleria montana
Barleria montana är en akantusväxtart som beskrevs av Herb. Madr. och Christian Gottfried Daniel Nees von Esenbeck. Barleria montana ingår i släktet Barleria och familjen akantusväxter. Inga underarter finns listade i Catalogue of Life.